# Saint-Rivoal
Saint-Rivoal är en kommun i departementet Finistère i regionen Bretagne i västra Frankrike. Kommunen ligger i kantonen Pleyben som tillhör arrondissementet Châteaulin. År 2022 hade Saint-Rivoal 220 invånare.

## Befolkningsutveckling
Antalet invånare i kommunen Saint-Rivoal
Referens:INSEE